# 몽산법어
《몽산법어(蒙山法語)》는 14세기 초엽 고려에 재류한, 중국 남송 말기·원나라 초기 시대의 고승 몽산화상 덕이(蒙山和尙 德異, 1231~1308)가 주옥같이 남긴 법어(法語)를 수록한, 고려 시대의 책(불서, 佛書)으로, 입적 47주기 등이 지난 1355년(공민왕 4)에 고려 말기의 혜근(惠勤, 1320~1376)이 편간(編刊)했다.
아울러 《몽산법어(蒙山法語)》는, 중국 남송(南宋) 시대 말기와 원(元)나라 시대 초기의 불교의 고승(高僧, 학덕 높은 승려)인, 몽산화상 덕이(蒙山和尙 德異, 1231~1308)의 생전에 주옥같이 전해진 법어(法語)를, 1308년(충렬왕 후10)에 몽산화상 덕이 선사의 향년 77세로 입적(서거)한, 이른바 사후 47년이 지난 먼 훗날 1355년(공민왕 4)에 고려 말기 시대의 불교 승려 혜근(惠勤, 속명: 아원혜 ; 1320~1376)이 간추려 엮어, 편간(編刊)한 책(불서, 佛書)이다. 고려 시대 말기의 불교 승려 혜근(惠勤) 선사는, 훗날 고려 공민왕(高麗 恭愍王, 1330~1374)의 왕사(王師)로 유명해진, 고려 말기 시대의 불교의 선승(禪僧)이고, 보제존자 나옹(普濟尊者 懶翁)으로 알려진, 고려 시대 말기 불교의 학덕 높은 선사(禪師)이기도 하다.
≪몽산법어(蒙山法語)≫라는 이 책의 원래의 도서명(책 이름)은, 《몽산화상법어약록(蒙山和尙法語略錄)》이라는 제목이다. 바로 이 ≪몽산법어(蒙山法語)≫를 고려 말기 시대의 불교 승려 혜근 선사가 간추려 엮어, 일약 유명해진 고려 불교 서적이자, 훗날 여말선초의 불교 관련 격언집이 되었다.
고려 시대 말기의 불교 선사 ‘보제존자 나옹(혜근)’은, 31세였었던 1350년(고려 충정왕(高麗 忠定王) 2, 원 지정(元 至定) 10)에 중국 원나라 말기 시대의 후난(湖南, 호남)의 핑장(平江, 평강)의 휴휴암(休休庵)으로 가서, 몽산화상 덕이(蒙山和尙 德異, 1231~1308)의 수제자(首弟子)였던, 휴휴(休休, 1281~1358)라는 선승(禪僧)을 만나 100일 정도 머물렀다고 하므로, 이때 당시에 원나라의 69세의 노승(老僧)인 휴휴(休休)라는 선사(禪師)의 지난날의 파란만장한, 유소년기와 청년기와 30대 중년기의, 불교 경전 수행 원정 행진기를 털어놓는 등 다분히 흉금 터놓은 깊이 증언한, 아득히 먼 훗날의 69세의 휴휴 선승(休休 禪僧)으로부터 31세의 혜근(惠勤) 선사가 34년이 지난, 아득히 먼 훗날 1350년(원 지정 10)에 전파받았으니, 30대 초반의 젊은 선사 혜근(惠勤)이 핑장(平江)에서, 60대 후반의 노승 휴휴(休休)로부터 들었던, 생전의 몽산화상 덕이(蒙山和尙 德異)가 남긴 법어 중 중요한 것을 간추려, 훗날 적어도 1355년(공민왕 4)에 ≪몽산법어≫로 엮었을 가능성이 높다. 그리고 훗날, 조선(朝鮮)의 혜각존자 신미(慧覺尊者 信眉)라는 선사(禪師)가, 바로 이 책의 뒤에 보제존자 나옹(혜근 선사)의 법어를 더 붙이고, 이 전체에 한글로 구결을 달고 언해한 책이 ≪몽산법어언해(蒙山法語諺解)≫(원래의 책이름은 ‘몽산화상법어약록언해(蒙山和尙法語略錄諺解)’)라는 언해집이다.
책이름의 ‘법어(法語)’란 부처님(佛)이나, 고승(高僧, 학덕 높은 승려)의 말씀이나, 가르침을 가리키는 것으로, 이를 기록하여 불제자(佛弟子)들의 수행에 있어서 길잡이로 삼아 왔던 것이다. 이 책 역시 선(禪)의 수행의 지침서이 될 만한 내용으로써, 1350년(고려 충정왕(高麗 忠定王) 2, 원 지정(元 至定) 10)에 휴휴(休休)라는 원나라 시대 말기의 선사(禪師)의 구술로써, 혜근(惠勤)이라는 고려 시대 말기의 선사한테 전파된, 송원대(송말원초 시대)의 불교 승려 몽산화상 덕이(蒙山和尙 德異)의 법어 《시고원상인(示古原上人)》, 《시각원상인(示覺圓上人)》, 《시유정상인(示惟正上人)》, 《시총상인(示聰上人)》, 《무자십절목(無字十節目)》, 《휴휴암좌선문(休休庵坐禪文)》 등의 6편과, 끝에 보제존자의 《시각오선인법어(示覺悟禪人法語)》 1편을 함께 엮은 불분권 1책의 목판본이다. 조선 사회에서는 이렇게 법어를 책으로 간행하여 널리 읽었는데, 이와 유사한 성격의 책에 ≪사법어(四法語)≫, ≪사법어언해(四法語諺解)≫가 있다. 이는 고승 4명의 법어를 모아 책으로 엮은 것으로써, 서책(書冊)의 내용상 성격이 유사하기 때문에, 실제로 ≪몽산법어 언해(蒙山法語 諺解)≫의 중간본 가운데에는, ≪사법어 언해(四法語 諺解)≫와 합철되어 있는 경우가 많다.
이 책의 원간본은 ≪월인석보≫ 간행 이후, 아직 간경도감(刊經都監)이 설치되기 이전인 1460년(세조 5)을 전후하여 간행된 것으로 추정된다. 원간본 계열의 많은 책들이 현재 동국대학교 도서관, 고려대학교 만송문고 등에 소장되어 있다. 동국대학교 소장본은 보물 제767호로 지정된 것이다. 이때의 책판으로 1472년(성종 3)에 다시 찍은 것이 현재 이겸로 씨, 세종대왕기념사업회, 호림박물관 등에 각각으로 소장되어 있는 책이다. 이들도 각각 보물 제768호, 제769호, 제1172호 등으로 지정되었다. 그런데 이들 책은 동일한 책판으로 인출한 책이면서도, 이전의 책에는 있었던 첫장의 책 제목 뒤 “혜각존자신미 역해(慧覺尊者信尾 譯解)”라는 역해자 이름을 표시한 부분이 삭제되어 인쇄되어 있지 않다. 이는 순전히 불교를 숭상하던 세조가 1468년(예종 원년)에 죽은 후, 유림들이 척불(斥佛)을 주장하면서 불경을 주로 간행하던 간경도감(刊經都監)을 1471년(성종 2)에 폐지하는 등 당시에 숭유 척불정책(崇儒 斥佛政策)이 사실상의 국규(國規)로 펼쳐졌기 때문에 나타난 현상으로 사료되어 보인다. 아무리 이러한 척불정책에도 불구하고 이 책은 이후 조선 사회에서 널리 읽혔으며, 특히 조선 시대의 서민들과 불제자(佛弟子)들의 손에서부터 점차 탐독으로 전파화되었는데, 그런 탐독량만큼 아주 많은 중간본이 존재한다. 중간본 가운데에는 원간본을 그대로 복각(覆刻)한 책이 있는가 하면, 체제만 달리 하여 개간(改刊)한 책들도 있으며, 중간할 당시의 국어를 반영하여 새로 개간한 책도 현재 전한다.
중간(개간)할 당시에 국어를 반영하여 새로 개간했던 이 책은, 조선(朝鮮) 초기 시대의 간경도감(刊經都監)에서 간행한 불경 언해서로써, 이는 철학적으로도 불교사의 연구에 중요한 자료가 되며, 이 책의 원문이 일반적인 한문(漢文)이 아니라, 지난날 고려(高麗) 말기 시대의 해외 국가였었던 1350년대의 원대(元代)의 구어체(口語體)를 반영한 것이어서 중국어의 변화를 연구하는 분야의 자료로도 이용될 수 있다. 또한 이 책의 체제가 같은 간경도감에서 간행한 책들과는 다른 점을 보여, 간경도감에서 간행한 책에 대한 서지학적 연구의 자료가 될 수도 있다. 그러나 이 책은 간행 당시의 국어가 그대로 반영되어 있는 국어사 자료로써, 국내의 역사적인 국어사학적으로도, 그리고 서지학적으로도 모두 소장의 가치가 무엇보다도 상당히 큰 것으로, 현재 원간본은 물론 중간본들도 영인되어 국어사 연구의 자료로 널리 이용되고 있다.

## 몽산화상 덕이(蒙山和尙 德異)가 수제자 휴휴(休休)에게 남긴 설법
몽산법어(蒙山法語)는 13세기 송원대에 활동한, 중국 송나라 태생의 원나라 시대의 고승(학덕 높은 승려)이었었던, 몽산화상 덕이(蒙山和尙 德異, 1231~1308)라는 이가, 철학적으로 설법한 내용을 모은 사상의 정수를, 수제자 휴휴(休休, 1281~1358)에게 남긴 시대사(時代史)의 궤적(軌跡)과 같았던, 은혜(恩惠)로운 혜언(惠言)을 구술(口述)한 것을, 1350년 고려 시대의 불교 승려 혜근(惠勤, 1320~1376)이 순전(純全)히도 필사(筆寫)하여, 다섯 해 남짓이 지난 1355년 전격적으로 본격 간행한, 시대적(時代的)인 기록(記錄)의 불서(佛書)이기도 하다.
1231년 남송(南宋) 말기 시대의 린안(臨安, 지금의 중공 영토 저장 성 항저우)에서 출생한 이이기도 한, 불교 임제종 승려 출신의, 몽산화상 덕이(蒙山和尙 德異, 속성은 송(宋)씨)라는 자는, 1246년(만15세 남짓)에 불교 승려로 출가하여, 1268년(만37세)에 남송(南宋)의 제6대 군주 도종(度宗)과, 당시의 대리청정(섭정)이었었던, 승상 가사도(賈似道)가 의례(儀禮)하는, 송(宋) 말기 시대의 린안(臨安)의 봉선(封禪)의 예(禮)를, 먼 발치에서 목도한 것을 마지막으로, 만37세 시절에 출국하면서, 성종(聖宗)·인종(仁宗)의 치세의 천(陳) 왕조 시대의 탕롱(昇龍, 지금의 베트남 하노이)로 간이 정주하여, 15년 남짓 동안 간이 수도 생활하다가, 1283년 세조(世祖) 쿠빌라이 황제의 치세의 원(元) 초기 시대의 다두(大都, 지금의 중공 영토 베이징)로 옮겨 출국하여 12년 수도하던 찰나에, 1295년 충렬왕(忠烈王)의 치세의 고려(高麗) 시대의 개경(開京)의 벽란도항(碧瀾渡港)으로 마지막 출국과 함께 고려에 입국하면서, 순전히 마지막으로, 1295년 북계(北界)의 강절(江浙, 행정구역상, 지금의 대한민국 강원도 양양)의 휴휴암(休休菴)에서 5년 수도를 거쳐, 1300년 서해도(西海道)의 신천(信川, 행정구역상, 지금의 북괴 영토 황해남도)의 패엽사(貝葉寺)에서는, 8년 수도하는 등, 1308년 안악(安岳, 행정구역상, 지금의 북괴 영토 황해남도)에서, 입적(향년 만77세)할때까지, 고려에서 어언 13년 남짓 동안, 마지막 수도하면서 지냈었다.
몽산화상 덕이(蒙山和尙 德異)의 수제자(首弟子)였던, 이른바 원나라의 불교 임제종계의 노승(老僧)이기도 한, 휴휴(休休, 속성은 소(蘇)씨)라는 선사(禪師)는 1294년 고향 장쑤(江蘇, 강소)의 쑤저우(蘇州, 소주)에서 만13세 남짓이라는 시절의 동자승(童子僧)으로 출가하여, 이듬해 1295년에 스승 몽산화상 덕이 선사를 따라 원나라를 떠나 1316년까지 어언 21년 동안 고려(高麗)에 있었으며, 1308년에 서해도(西海道)의 신천(信川)에서 간이 수도 생활하던 가운데, 서해도(西海道)의 안악(安岳)에서 스승 몽산화상(덕이)이 향년 만77세로 입적한 것을 목도하였을뿐더러, 이후 8년여가 지난 고려(高麗)의 서해도(西海道)의 신천(信川)에서의 간이 수도가 끝난 1316년에 원(元)나라로 귀거하였으니, 만14세로 고려에 떠난지가 어언 21년여만에, 만35세로 원나라에 귀국하였으며, 1329년까지 어언 13년간 동안 원(元)의 저장(浙江, 절강)의 닝보(寧波, 영파)에서 간이 수도 생활하다가 1329년(만48세 시절)에 원(元)의 후난(湖南, 호남)의 핑장(平江, 평강)으로 건너가서, 그곳에서 휴휴암(休休庵)을 짓고, 그로부터 29년 훗날 1358년에 향년 만77세로 입적할때까지 일평생 동안 그곳에서 수도하면서 지냈다.

## 같이 보기
- 《안반수의경》 - 불교 수식법 또는 위파사나의 교과서. 영원히 죽지 않는 부처가 된다고 한다.[6]
- 《용호비결》 - 도교 단전호흡의 교과서. 영원히 죽지 않는 신선이 된다고 한다.